# Unión Popular para la Liberación de Guadalupe
La Unión Popular para la Liberación de Guadalupe (UPLG) (en francés: Union Populaire pour la Liberation de Guadeloupe) es un partido político de la isla de Guadalupe, fundado en 1978 por Lucien Perrutin como evolución del Groupe d'Organisation Nationale de la Guadeloupe (GONG). El partido reclama la total independencia del archipiélago dentro de un sistema de aire socialista.

## Historia
El 13 de diciembre de 1981 se constituyó en el Mouvement pour l’Unification des Forces de Liberation nationale de la Guadeloupe (MUFLNG, Movimiento por la Unificación de las Fuerzas de Liberación Nacional de Guadalupe), que quería agrupar las fuerzas sindicales e independentistas de izquierdas. El 6 de enero de 1982, el MUFLNG se manifestó en una rueda de prensa contra la ley de descentralización y anunció una oposición activa contra el "colonialismo francés", uniéndose a una iniciativa del Mouvement Independentiste de la Martinique (Movimiento Independentista de Martinica) y del Front National de Liberation de Guyane (Frente Nacional de Liberación de Guayana) con el fin de unir fuerzas en la causa común contra el colonialismo francés.
Apareció así la Alliance Revolutionnaire Caraïbe (ARC, Alianza Revolucionaria Caribe), dirigida por Luc Reinette, quien entre marzo y noviembre de 1983 organizó diversos atentados terroristas que continuaron hasta 1989, a pesar de que Reinette fue detenido en 1984.
En abril de 1989, la UPLG abandonó la lucha armada y apostó por la campaña de agitación política, de forma que organizó protestas en Port Louis pidiendo la liberación de los presos políticos, provocando violentos enfrentamientos con la policía. Consiguieron una amnistía del gobierno francés en julio de 1989.·.
En marzo de 1990, el nuevo líder del UPLG, Claude Makouké, anunció que se presentaría a las elecciones y solicitó para la isla el estatus de Estado asociado, como paso previo a la independencia. Obtuvo dos escaños y el 5,49% de los votos.